# 通化省
通化省是满洲国设置的一个省，省会为通化市。

## 历史沿革
康德四年（1937年）7月1日，通化省正式成立，省公署驻通化县。最初所辖区划包括原安东省的通化、临江、长白、抚松、辑安等五县，以及原奉天省的辉南、柳河、金川、濛江等四县。
康德八年（1941年）7月1日，金川县撤销，辖地划归辉南、柳河二县。康德九年（1942年）1月1日，改通化县通化街为通化市，为省公署驻地。
康德十二年（1945年）8月1日，安东省桓仁县划归通化省。15日，日本无条件投降，不久，满洲国灭亡。此后，苏联和中共军队相继控制通化市。而国共双方又各自设置行政区。1947年，国民政府以通化省和安东省设立新的安东省。中共方面曾设有中共通化分省委（隶属东满分局）、中共通化省委。

## 行政区划
通化省所辖的行政区划包括：
- 通化市（1942年－1945年，原为通化县治通化街）
- 通化县（1937年－1945年），驻通化市
- 临江县（1937年－1945年），驻临江街
- 长白县（1937年－1945年），驻长白街
- 抚松县（1937年－1945年），驻抚松街
- 辉南县（1937年－1945年），驻辉南街
- 柳河县（1937年－1945年），驻柳河街
- 金川县（1937年－1941年），驻样子哨街
- 濛江县（1937年－1945年），驻濛江街
- 辑安县（1937年－1945年），驻辑安街
- 桓仁县（1945年）：驻桓仁街

## 历任省长、省次长
通化省历任省长、省次长为：
省长
- 吕宜文（1937年7月－1938年8月）
- 丁超（1938年8月－1939年8月）
- 张书翰（1939年8月－1941年6月）
- 姜全我（1941年6月－1943年9月）
- 杨乃时（1943年9月－1945年8月）

省次长
- 田村敏雄（1937年7月－1937年12月）
- 栗山茂二（1937年12月－1940年11月）
- 中岛俊雄（1940年11月－1941年11月）
- 盛长次郎（1941年11月－1943年5月）
- 松井退藏（1943年5月－1945年4月）
- 菅原达郎（1945年4月－1945年8月）